# Johannes Löh

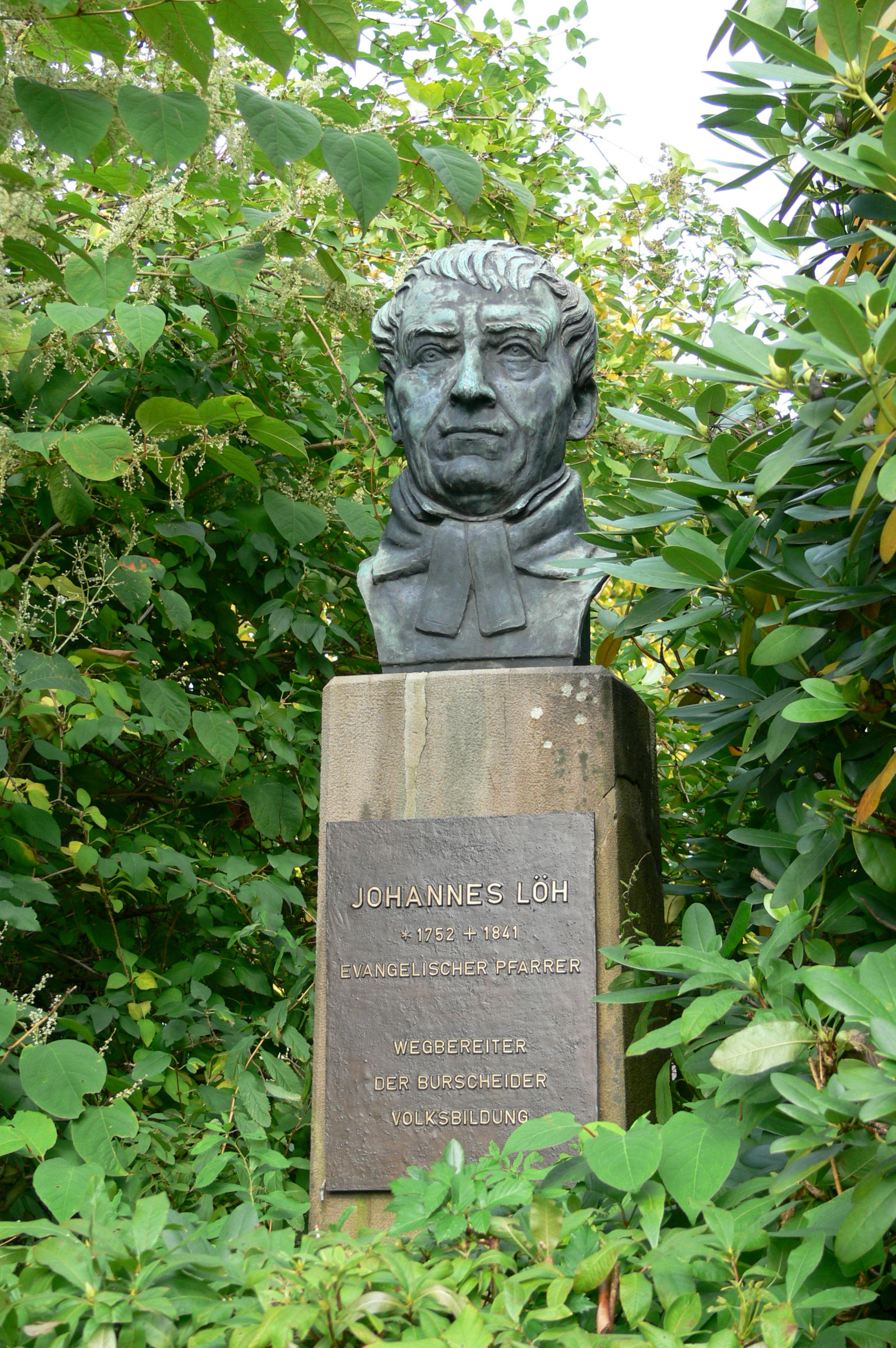
Bronzebüste von Johannes Löh in Burscheid.

Johannes Löh (* 1752; † 29. März 1841 in Burscheid) war als evangelischer Pfarrer von 1775 bis 1783 in Reusrath, von 1783 bis 1785 in Müllenbach, von 1785 bis 1802 in Solingen und ab 1802 in Burscheid tätig.

## Geschichte
Er war ein Vorkämpfer für das tolerante Christentum und machte sich verdient als „Wegbereiter der Burscheider Volksbildung“. Im Jahr 1803 gründete er eine Lesegesellschaft, in der Bücher und Zeitungen gelesen und vorgelesen wurden. In Burscheid ist eine Straße nach ihm benannt, an der eine Bronzestatue an ihn erinnert. Auch ein Gymnasium, das 1960 geschlossen wurde, trug seinen Namen. Seit Sommer 2014 trägt die Johannes-Löh Gesamtschule in Burscheid seinen Namen.